# 來自深淵
《來自深淵》是奇幻題材的日本漫畫作品，由土筆章人創作，並於2012年起在竹書房旗下漫畫網站上不定期刊載，有動畫、遊戲等衍生作品。2020年2月系列累計發行部數突破333萬部。

## 作品简介

### 故事概要
故事背景设定于一个四面环海的虚构岛屿，岛上有一个巨大的纵向洞穴“深渊”，其中存在着危险的“上升诅咒”、神秘的“遗物”以及各种各样的奇幻生物。在岛的地表，人们建起了一个名为“奥斯”的小镇，居住着众多专职于探索深渊的冒险家们，被称为“探窟家”。故事则主要讲述了女孩莉可从地表小镇出发前往深渊底部的冒险。

### 角色介紹
莉可（Riko）
本作主角，一个对深渊里的一切事物有强烈的好奇心的女孩，梦想是成为一名传说级冒险家“白笛”，擅长料理。
雷格（Reg）
机器人，有着与莉可同龄的男孩的外表，性格怯弱；身上充满了谜团，其机械手臂能伸长40米，手部能发出强力炮击“火葬炮”。
娜娜奇（Nanachi）
一只有著類似兔子外形的毛茸茸的生骸，身上會散發「令人難以抗拒的」香味，居住于深界四层。
普魯修卡（Prushka）
居住于深界五层前线基地的白发女孩，平时带着一顶绿色的宽大帽子；白笛探窟家彭多爾多的养女，养有一只宠物“梅尼亚”。
法普妲（Faputa）
居住於深界六層「不歸之都」的一名生骸，被称为「生骸公主」，有四条手臂，皮肤黝黑。講話時語尾喜歡加上「唆斯（そす）」。
萊薩（Lyza）
莉可的母亲，被稱為“歼灭之莱莎”、“歼灭卿”的白笛探窟家，在生下莉可后开启了前往深渊底部的冒险。
奥森（Ozen）
被稱為「不動之奥森」、「不動卿」的白笛探窟家，驻扎于深界二层的监视基地。
馬魯魯克（Marulk）
與莉可年齡相近男孩，平時穿著女裝。是不動卿奥森的弟子，持有蒼笛。
米蒂（Mitty）
娜娜奇的好友，被娜娜奇视为“宝物”。
彭多爾多（Bondrewd）
被稱為“崭新之黎明”、“黎明卿”的白笛探窟家，也是一名深渊研究者与科学家，驻扎于深渊第五层的前线基地，人类对深渊的探测因他产生了跨时代的进展。
布耶可（Vueko）
全名为布耶洛耶爾可（Vueloeluko），被囚禁在深界六層的生骸村莊「伊嚕布嚕」底部的神祕女子。
瓦茲強（Wazukyan）
居住于生骸村莊「伊嚕布嚕」的生骸，生骸村的「三賢」之一。

### 用語设定
- 深渊的分层：大洞穴深渊（或音译作“阿比斯”）依照深度被分为了多个地层，每层有1000米至5000米不等，不同的层级具有不同的地貌与生态。
- 上升诅咒：人类在深渊内垂直上升超过10米高时，会产生各种不良反应，这种现象被称为深渊的诅咒，在越深的层级反应越为剧烈。
- 遗物：深渊内发现具有特殊功能的物品，由难以理解的古代深渊科技制作，遗落在了深渊各处。
- 探窟家的笛：探窟家的笛子是通行证，也是身份与实力的证明，通常以笛的颜色代指探窟家的级别，最高级别为“白笛”。
- 生骸（或译作“惨剧终末”）：承受了自深界六层的诅咒而未死亡的人类，其形态会发生大幅变化。

## 剧情发展

### 启程篇
於地表小镇的孤兒院生活的女孩莉可，是一名为了成为探窟家而学习的持铃生，她对深渊充满了憧憬与好奇，梦想是成为像母亲一样的伟大探窟家。 某天在深渊浅层工作时，莉可遭遇了大型深渊生物的攻击，被一名機械人发射出一道强力热线（即「火葬砲」）救下，随后機械人昏迷在了原地。 莉可把他带回孤儿院并唤醒，发现他失去了記憶，于是將他取名為雷古，并让他加入孤兒院一起生活。不久後，从深渊深处传来了莉可的母亲——白笛探窟家「歼灭卿」萊莎的書信，其中有与雷格相似构造的机器人的图鉴，与一句“在奈落之底等待”的留言，莉可以此为契机，与雷古一起离开了地表，开启了前往深渊底部的冒险。

### 監視基地篇
莉可与雷古旅行至了深界二層的監視基地，遇到了駐守於此的白笛探窟家「不動卿」奧森，并结交了同龄男孩、奧森的徒弟马露露库。与奥森交谈后，莉可得知了自己的身世：她原本是由莱莎在深渊中生下的死婴，随后放入一级遗物“免除诅咒之笼”中复活了。 随后雷古与奥森展开了战斗，但不敌奥森，于是兩人被奧森安排了为期十天的野外生存訓練。莉可的到来唤起了奥森与莱莎的回忆：莱莎在生下莉可后，仍然对深渊充满憧憬，因此不顾家庭和自己的生命依然开启了目标深渊之底、有去无回的“绝界行”。 訓練完成後，奧森將莱莎过去使用的武器"無盡鎚"贈與了莉可，随后莉可和雷古与马露露库告别，繼續下潛。:17话

### 娜娜奇篇
莉可与雷古经过深界三層——“大断层”后，来到了深界四層的“巨人之杯”。在这里，两人遭遇了深渊生物“穿彈獸”，莉可受到其攻擊并中毒。雷古使用伸长手臂的技能抱起莉可垂直上升逃離了危险，但也使得莉可受到深界四層的詛咒，从而产生了剧烈疼痛且七窍流血。 此時娜娜奇現身，让雷古將莉可帶回了它的基地，並協助治療莉可。同时雷古认识了娜娜奇的生骸朋友米蒂，后者是無法溝通、匍匐在地的非人生物。在莉可修养的期间，娜娜奇向雷古说明了深淵詛咒的运行原理， 随后引導雷古与穿彈獸再次战斗并胜出，同时娜娜奇见识到了雷古「火葬砲」的威力，于是請求雷古殺死米蒂。:18-22话
娜娜奇回忆起并向雷古告知了自己與米蒂的過往：娜娜奇原本是一个出身于极寒之地的孤儿，某日，白笛探窟家波多尔多来到了它的住处，号召此地的孤儿前往深渊协助相关研究，于是娜娜奇也跟着来到了深渊的深界五层，在此期间认识了米蒂。随后米蒂与娜娜奇成为了研究“深渊六层与五层往返诅咒转移对人体影响”的实验对象，实验过程中娜娜奇所承受的部分上升诅咒被转移给了米蒂，故只有外型发生了变化但人智未失，
而米蒂则变为了非人生物的模样，同时获得了“不死”的能力，
唯有使用与「火葬砲」类似的武器才能造成不可逆的伤害。米蒂被波多尔多反复进行“死而复生”的实验之后，娜娜奇不忍她被虐待，带着米蒂逃离了，随后在深界四层建立了基地。在確定米蒂不可能恢复人性之後，娜娜奇開始寻找殺死她的方法。雷古同意了娜娜奇的请求，殺死了米蒂。:23-24话
不久后，莉可清醒了过来，并恢复了身体，邀請娜娜奇加入隊伍後繼續往下探險。:25话

### 深沉灵魂的黎明
莉可一行人途经深界四層底部的“不屈之花园”，前往深界五層的前線基地，在那里有前往深界六层的唯一入口，称号“黎明卿”的白笛探窟家波多尔多也驻扎于此。 来到基地门口，迎接他们的是一个与莉可年龄相仿的女孩，名为普魯修卡，随后波多尔多现身，普鲁修卡称呼他为爸爸。 娜娜奇替莉可一行人请求下潜，但波多尔多解释道，需要通过者本人持有遺物“生命迴響之石”（即白笛的原型）才能启动通过深界五层“亡骸之海”的祭坛， 一行人於是接受波多尔多的提议先在前線基地中留宿。:26-29话
半夜，莉可从睡眠中醒來，發現娜娜奇與雷古均不在身边，于是出门尋找他们，遇到了普魯修卡，两者在进一步的交谈过程中成为了好友。
与此同時，娜娜奇与波多尔多談判，希望让自己留下以换取莉可与雷古的安全通行，卻得知波多尔多已经对雷古下手进行研究。研究室里，雷古清醒後發現自己被绑在实验台上，身旁有数位被称为“祈手”的波多尔多的手下对雷古进行研究，并切下了雷古的右手。 此时，娜娜奇、普魯修卡與莉可也同时到達现场，四人一同逃离了研究室。 娜娜奇提议先暂时撤退到前线基地外，于是与莉可、雷古和娜娜奇在普鲁修卡的帮助下乘船离开了，而后者选择了留下。逃出至野外後，莉可一行人設下了陷阱，重創前來追捕的祈手一行，随后與波多尔多對決並成功將其擊殺。此时普魯修卡现身，見到了波多尔多的屍體而痛哭，此时一名祈手戴上了波多尔多的面具，变化为了他的模样，并將雷古擊倒，對莉可發射「詛咒針」後帶著普魯修卡離去。在实验室中，波多尔多与祈手们將普魯修卡切去了除生存必要的所有器脏，被装入了一个黑色的盒子中，也就是“彈藥包”。:30-32话
莉可三人进行一番討論後，決定返回前线基地。雷古潛入基地底部吸取了电力能源，莉可与娜娜奇兩人则在基地中寻找普鲁修卡。两人来到了一间加工弹药包的房间，娜娜奇告诉莉可：弹药包能替波多尔多使用规避诅咒。随后波多尔多现身，在交谈过程中莉可才知道生命迴響之石的原料为人类。此时雷古抵达了现场，但是处于无法沟通的暴走型态，与波多尔多展开了战斗，两者势均力敌。雷古释放了一发火葬炮并恢复了清醒，随后被一名祈手带入深界五层延伸至第六层的一处竖井底部，也就是波多尔多进行诅咒研究（包括娜娜奇的实验）的地方。在这里波多尔多与雷古展开了第二轮的战斗，雷古拖着波多尔多上升到第五层从而耗尽了他的所有弹药包，包括普鲁修卡在内。莉可使用雷古的断肢发射出火葬炮，从而重创波多尔多。在普魯修卡的回忆里，她从小于前线基地和波多尔多以及祈手们一同生活，与爸爸波多尔多有着深厚的感情，同时也强烈愿望着能与莉可一行人在一起，于是弹药包中的她轉化為了屬於莉可的生命迴響之石。最后，莉可一行人在波多尔多的送行之下进入了前往深界六层的“绝界之祭坛”。

### 烈日的黄金乡
莉可轻轻擦动了作为生命回响之石的普鲁修卡，从而啟動了“绝界之祭坛”，从而穿过亡骸之海抵达了深界六层“來無回之都”。在一行人休息時，普魯修卡被偷走，于是一行人跟随足迹来到了生骸村。後來發現是寶石工匠珀利永將普魯修卡進行雕琢。莉可得知娜娜奇為了買下了米蒂(與雷古殺死的米蒂擁有相同靈魂的完美複製品)而將自己賣掉，必須是人類小孩或是“更高的價值”法普塔身體的一部份才能換回娜娜奇。於是雷古前去在和法普塔對話，知道自己在未見到莉可時就已經叫雷古了，之後法普塔拔下自己的一隻手和耳朵交給雷古。
莉可在生骸村的“目之深”遇見並救出前三賢的維克，進而了解了生骸村成立時的壯烈過去……

## 出版書籍
《來自深淵》於漫畫網站《WEB Comic Gamma》连載。竹書房授權布卡漫畫刊載簡體中文電子版，2021年6月起转至Bilibili漫画卷更新连载。
單行本
| 冊數 | 竹書房         | 竹書房                 | 青文出版社     | 青文出版社                                              | 青文出版社 |
| 冊數 | 發售日期       | ISBN                   | 發售日期       | EAN / ISBN                                              |            |
| ---- | -------------- | ---------------------- | -------------- | ------------------------------------------------------- | ---------- |
| 1    | 2013年7月31日  | ISBN 978-4-8124-8380-0 | 2017年7月17日  | EAN 471-8016-02411-3 EAN 471-8016-02412-0（特別版）     |            |
| 2    | 2014年6月30日  | ISBN 978-4-8124-8716-7 | 2017年7月17日  | EAN 471-8016-02413-7 EAN 471-8016-02414-4（特別版）     |            |
| 3    | 2015年6月20日  | ISBN 978-4-8019-5274-4 | 2017年8月10日  | EAN 471-8016-02437-3 EAN 471-8016-02438-0（特別版）     |            |
| 4    | 2016年4月30日  | ISBN 978-4-8019-5516-5 | 2017年9月14日  | EAN 471-8016-02526-4 EAN 471-8016-02527-1（特別版）     |            |
| 5    | 2016年12月26日 | ISBN 978-4-8019-5720-6 | 2017年10月18日 | EAN 471-8016-02599-8 EAN 471-8016-02631-5（特別版）     |            |
| 6    | 2017年7月29日  | ISBN 978-4-8019-6011-4 | 2017年12月18日 | EAN 471-8016-02688-9 EAN 471-8016-02689-6（特別版）     |            |
| 7    | 2018年7月27日  | ISBN 978-4-8019-6339-9 | 2019年1月19日  | ISBN 978-986-356-755-4 EAN 471-8016-03486-0（特別版）   |            |
| 8    | 2019年5月30日  | ISBN 978-4-8019-6627-7 | 2020年1月30日  | ISBN 978-986-512-214-0 EAN 471-8016-03717-5（特別版）   |            |
| 9    | 2020年7月27日  | ISBN 978-4-8019-7029-8 | 2021年2月4日   | ISBN 978-986-512-715-2 ISBN 978-986-512-805-0（特別版） |            |
| 10   | 2021年7月29日  | ISBN 978-4-8019-7390-9 | 2022年1月19日  | ISBN 978-626-303-966-7 ISBN 978-626-303-967-4（特別版） |            |
| 11   | 2022年7月29日  | ISBN 978-4-8019-7802-7 | 2023年1月12日  | ISBN 978-626-340-400-7 ISBN 978-626-340-401-4（特別版） |            |
| 12   | 2023年7月31日  | ISBN 978-4-8019-8108-9 | 2024年7月11日  | ISBN 978-626-383-554-2 ISBN 978-626-383-555-9（特別版） |            |
| 13   | 2024年8月31日  | ISBN 978-4-8019-8393-9 | 2025年7月23日  | ISBN 978-626-422-766-7 ISBN 978-626-422-765-0（特別版） |            |
| 14   | 2025年8月8日   | ISBN 978-4-8019-8710-4 |                |                                                         |            |

來自深淵 官方創作集
| 冊數 | 日文標題 | 中文標題              | 竹書房        | 竹書房                 | 青文出版社     | 青文出版社             | 青文出版社 |
| 冊數 | 日文標題 | 中文標題              | 發售日期      | ISBN                   | 發售日期       | ISBN                   |            |
| ---- | -------- | --------------------- | ------------- | ---------------------- | -------------- | ---------------------- | ---------- |
| 1    |          | 深陷其中的探窟家們    | 2017年7月29日 | ISBN 978-4-8019-6012-1 | 2020年10月28日 | ISBN 978-986-512-566-0 |            |
| 2    |          | 第二層 危險的大洞     | 2020年3月30日 | ISBN 978-4-8019-6908-7 | 2021年4月12日  | ISBN 978-986-512-937-8 |            |
| 3    |          | 第三層 白笛們的憂鬱   | 2020年7月27日 | ISBN 978-4-8019-7021-2 | 2022年6月9日   | ISBN 978-626-322-636-4 |            |
| 4    |          | 第四層 深淵的美好日常 | 2021年7月29日 | ISBN 978-4-8019-7391-6 | 2022年7月14日  | ISBN 978-626-322-636-4 |            |
| 5    |          | 第五層 無法停止的憧憬 | 2022年7月29日 | ISBN 978-4-8019-7803-4 | 2024年5月3日   | ISBN 978-626-383-381-4 |            |

## 動畫改编
2016年12月21日，《來自深淵》開設動畫官方網站與Twitter帳號，並宣布將會動畫化。2017年3月20日，於「AnimeJapan 2017」的KADOKAWA攤位公布將於2017年7月於電視上播放。動畫公司Kinema Citrus負責動畫製作，並由小島正幸擔任導演，倉田英之負責劇本統籌，人物設定由黃瀨和哉負責。
剧场版续作《深沉靈魂的黎明》於2020年1月在日本上映，电视動畫二期《烈日的黃金鄉》於2022年7月6日開始放送，於2022年9月28日完結。

## 游戏改编
动作角色扮演游戏《来自深渊 朝向黑暗的双星》由Chime Corporation开发，Spike Chunsoft发行。游戏采用了用英语和日语配音，并由原作作者土笔章人监制了一个原创故事。游戏化决定于2021年5月发布， 随后于2022年9月1日在日本发售，并于次日在北美和欧洲发售。

### 概要
该游戏具有两种游戏模式：“HELLO ABYSS”模式和“DEEP IN ABYSS”模式。在“HELLO ABYSS”模式中，玩家根据原作中的故事，扮演探窟家莉可，目标是到达深渊深处。另一方面，在“DEEP IN ABYSS”模式中，玩家扮演一名新手探窟家，这是游戏中的原创角色，目标也是到达深渊深处。

### 登場人物
- 主人公：鬼頭明里
- 莉可：富田美憂
- 雷古：伊瀬茉莉也
- 提亚雷：諏訪彩花
- 多萝蒂娅：藤田茜
- 劳尔：藤原夏海 [38]

### 主題歌
「憧れに捧ぐ花」
莉可（富田美憂）、雷古（伊瀬茉莉也）、娜娜奇（井澤詩織）演唱的开场歌曲；篠崎绚人作詞、橘亮祐作曲与編曲。
「灯火」
安月名莉子演唱的结束歌曲；由タナカ零作詞、MANYO作曲与編曲。

### 原作参考
- 日版

1. 1 2 3  . 竹書房.   [2017-07-08] （日语）.
2. 1 2  . 竹書房.   [2017-07-08] （日语）.
3. 1 2 3 4  . 竹書房.   [2017-07-08] （日语）.
4. 1 2 3 4  . 竹書房.   [2017-07-08] （日语）.
5. 1 2  . 竹書房.   [2017-07-08] （日语）.
6. 1 2  . 竹書房.   [2017-08-07] （日语）.
7. 1 2  . 竹書房.   [2023-02-18] （日语）.
8. ↑  . 竹書房.   [2023-02-18] （日语）.
9. ↑  . 竹書房.   [2023-02-18] （日语）.
10. ↑  . 竹書房.   [2023-02-18] （日语）.
11. ↑  . 竹書房.   [2023-02-18] （日语）.
12. ↑  . 竹書房.   [2024-07-30] （日语）.
13. ↑  . 竹書房.   [2025-08-08] （日语）.
14. ↑  . 竹書房.   [2025-08-08] （日语）.

- 台版

1. ↑  . 青文出版社.   [2017-12-13] （中文（繁體））.
2. ↑  . 青文出版社.   [2017-12-13] （中文（繁體））.
3. ↑  . 青文出版社.   [2017-12-13] （中文（繁體））.
4. ↑  . 青文出版社.   [2017-12-13] （中文（繁體））.
5. ↑  . 青文出版社.   [2017-12-13] （中文（繁體））.
6. ↑  . 青文出版社.   [2017-12-13] （中文（繁體））.
7. ↑  . 青文出版社.   [2021-01-19] （中文（繁體））.
8. ↑  . 青文出版社.   [2021-01-19] （中文（繁體））.
9. ↑  . 青文出版社.   [2022-07-12] （中文（繁體））.
10. ↑  . 青文出版社.   [2022-07-12] （中文（繁體））.
11. ↑  . 青文出版社.   [2022-07-12] （中文（繁體））.
12. ↑  . 青文出版社.   [2024-08-08] （中文（繁體））.
13. ↑  . 青文出版社.   [2025-08-08] （中文（繁體））.

## 外部連結
- 《來自深淵》漫畫連載網站（日語）
- 漫畫家的X（前Twitter）（日語）
- 電子遊戲《來自深淵 朝向黑暗的雙星》官方網站（日語）